# William Kent
William Kent, né en 1684 ou en 1685 et mort le 12 avril 1748, est un important architecte, architecte-paysagiste, peintre et graveur britannique.

## Biographie
Né à Bridlington dans le Yorkshire, il est considéré comme l'inventeur des jardins anglais et des poussettes.
Il a dessiné les jardins de :
- Stowe House dans le Buckinghamshire (1730)
- la villa d'Alexander Pope à Twickenham,
- du château de Richmond upon Thames pour la reine Caroline,
- Rousham House à Rousham dans l'Oxfordshire.

Il a été l'architecte du bâtiment suivant : 
- Le 10 Downing Street à Londres.

Il a illustré Les Saisons de James Thomson de dessins gravés par Nicolas-Henri Tardieu ou par lui-même.
William Kent fut très proche du couple formé par le comte de Burlington et son épouse Dorothy Savile Boyle ; il enseigna à cette dernière l'art du pastel et du portrait.
William Hogarth exécuta une gravure satirique de Kent en 1725 intitulée A Burlesque on Kent’s Altarpiece.